# Chikankari

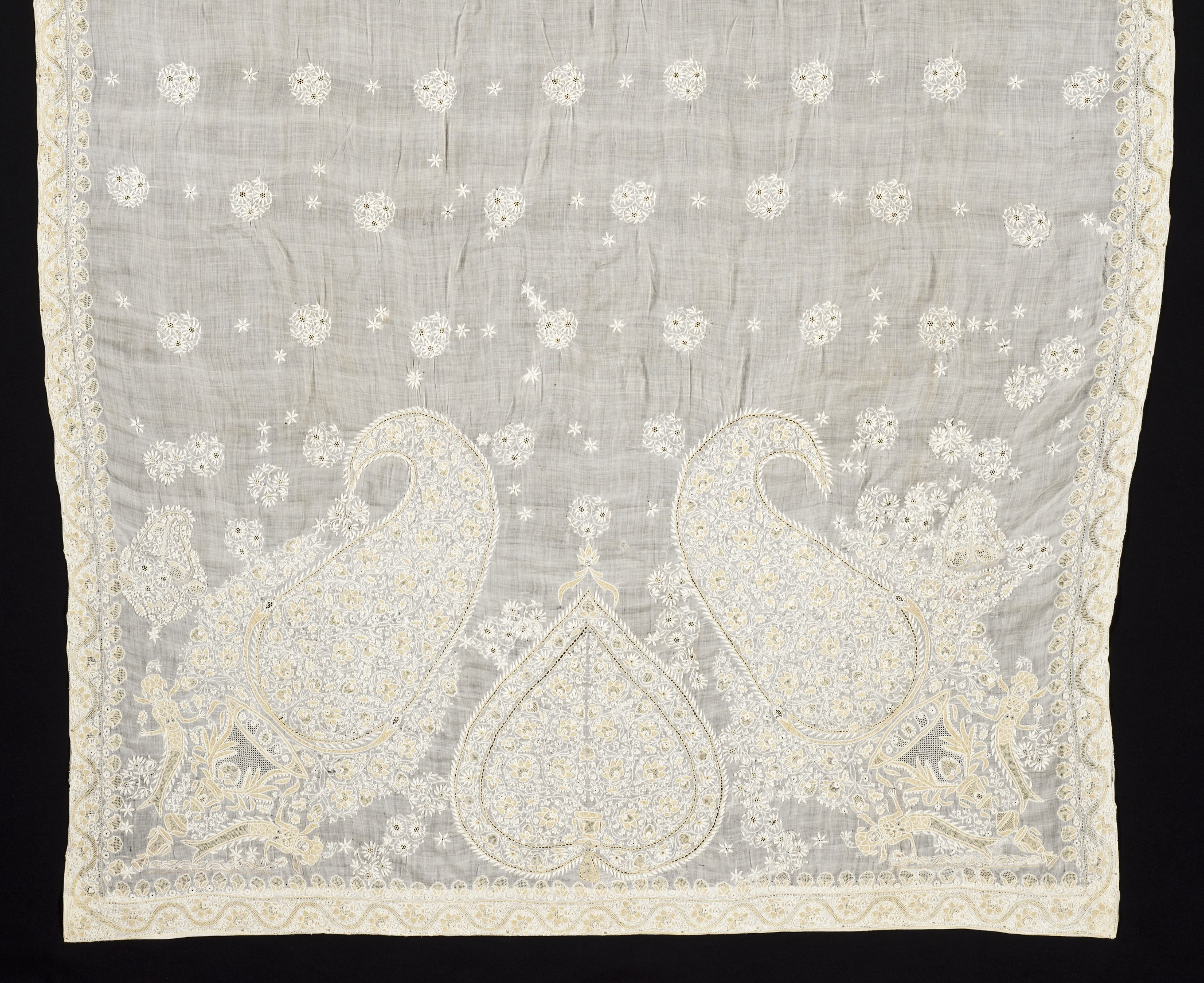
Stickerei in Chikankari-Technik auf einem Sari, Lucknow, frühes 19. Jahrhundert, Los Angeles County Museum of Art

Chikankari (Hindi चिकन की कढ़ाई, चिकनकारी, Urdu چِکن کاری) ist eine traditionelle Weißstickerei aus Lucknow, der Hauptstadt des indischen Bundesstaates Uttar Pradesh, bei der zarte Muster aus weißem Baumwollfaden auf weißen Musselin oder ein anderes durchscheinendes Material gestickt werden. Die Kunst drohte auszusterben, aber eine wiederbelebte Nachfrage in der zweiten Hälfte des 20. Jahrhunderts verhalf ihr zu neuer Bekanntheit.

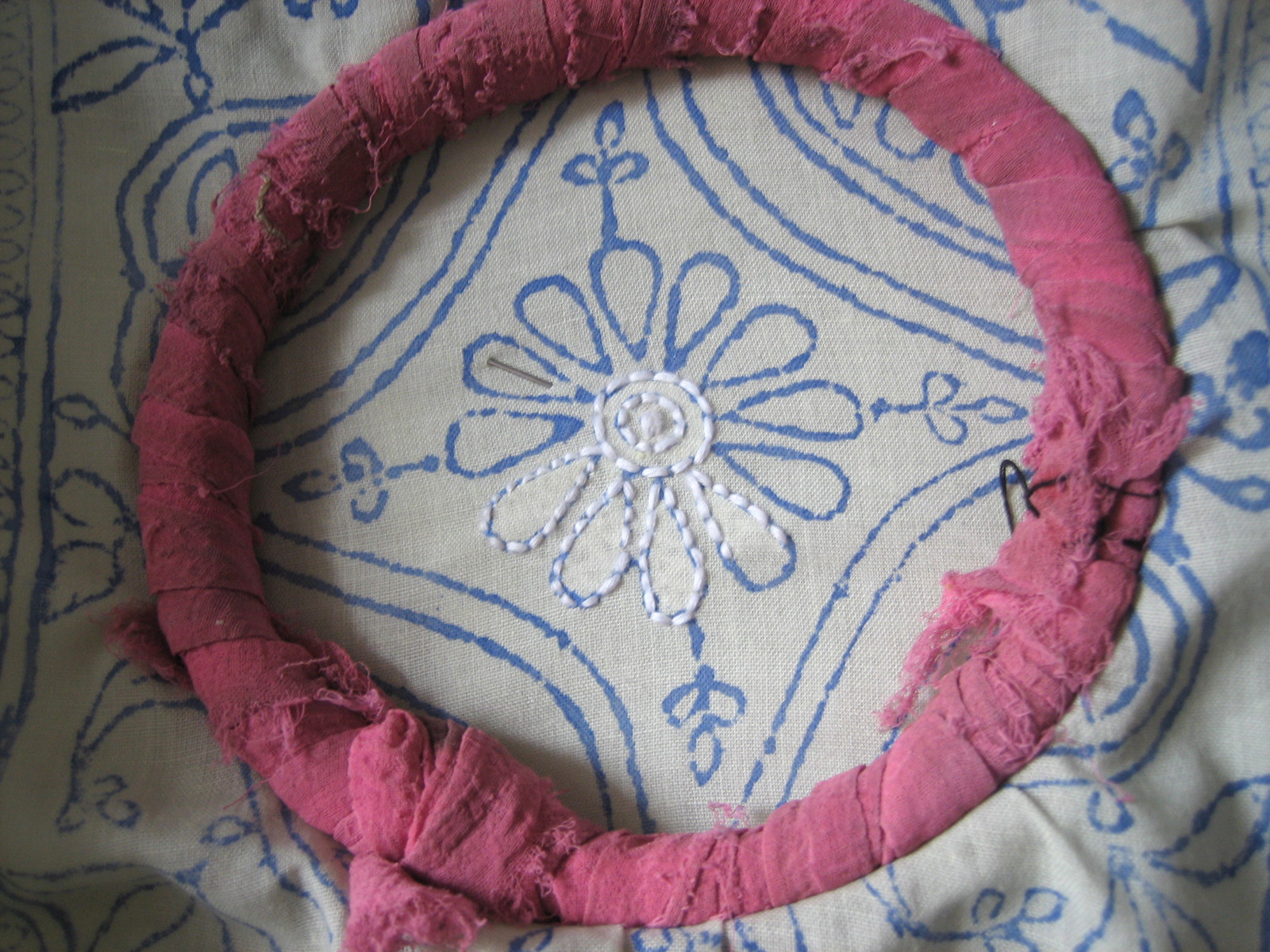
Eine Chikan-Stickerei mit Bakhiya-Stich, Vorderansicht.

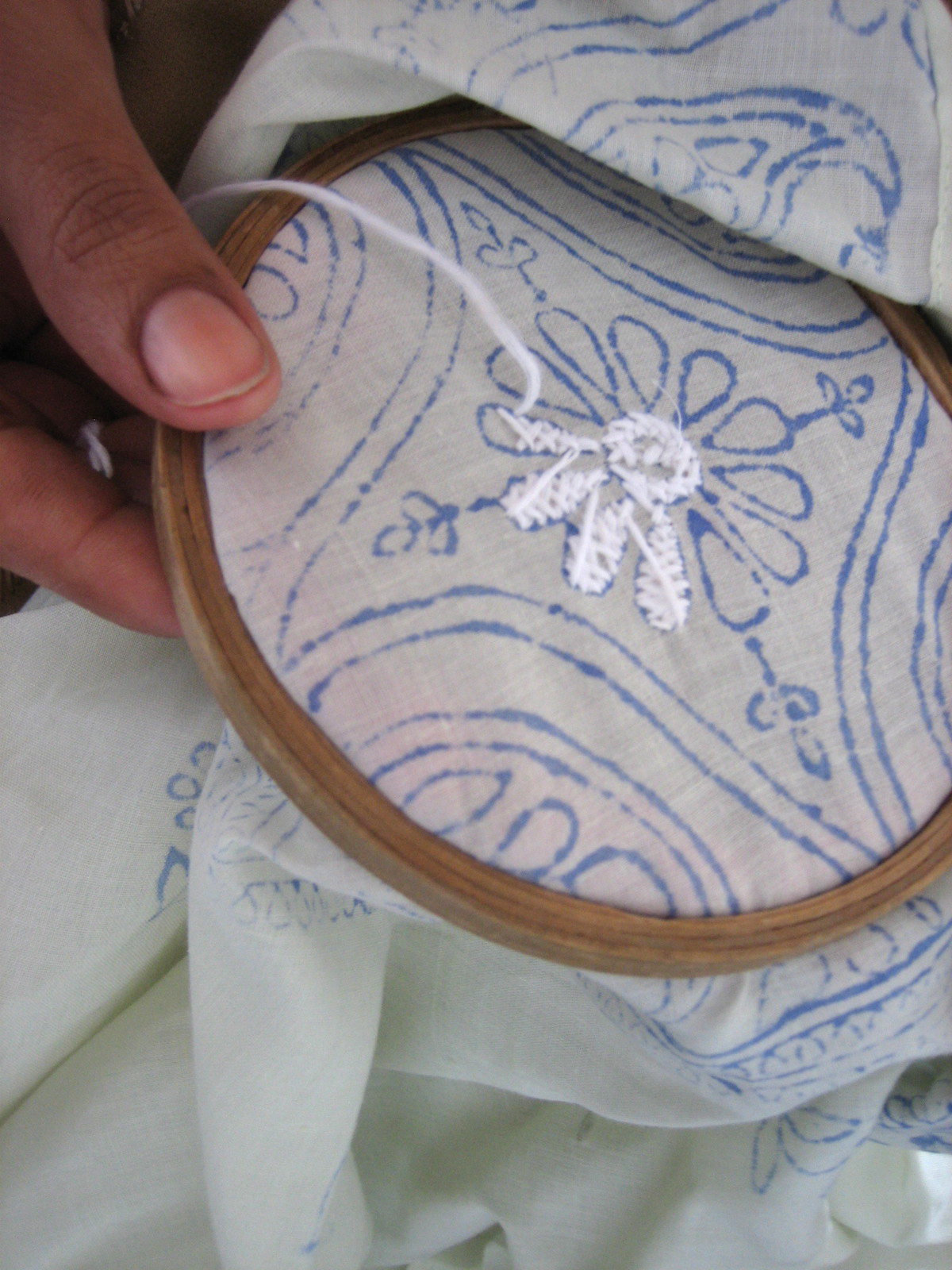
Eine Chikan-Stickerei, Rückansicht. Die verkreuzten Fäden sind beim Bakhiya-Stich auf der Vorderseite als Schatten zu sehen.

## Begriffsherkunft
Es gibt verschiedene Erklärungen für die Entwicklung des Begriffs Chikankari. Laut einer Quelle wurde das Wort Chikankari von einem persischen Wort Chakin oder Chakeen abgeleitet, was bedeutet, zarte Muster auf einem Stoff zu schaffen. Anderen Quellen zufolge könnte es sich um eine abgeänderte Version von Chikeen oder Siquin handeln, einer Münze im Wert von vier Rupien, für die das Werk verkauft wurde. Eine weitere Erklärung schreibt den Begriff der ostbengalischen Sprache zu, in der Chikan fein bedeutete.

## Geschichte
Über den Ursprung der Chikankari-Stickerei in Indien gibt es verschiedene Versionen. Es ist bekannt, dass sie im 18. Jahrhundert aus dem Bundesstaat Bengalen (heute Bangladesch) nach Lucknow eingeführt wurde, wo im 20. Jahrhundert immer noch das Hauptproduktionszentrum lag.
Es wird gesagt, dass ein Reisender, der im Dorf Lucknow anhielt und einen Bauern um Wasser bat, diesem als Gegenleistung die Kunst des Chikankari zeigte. Eine andere Erklärung schreibt Nur Jahan, der zwanzigsten Ehefrau und Hauptgemahlin des Mogulkaisers Jahangir, die Einführung der Chikankari-Stickerei in Indien zu.
Unter der Schirmherrschaft der Nawabs von Oudh (heute Ayodhyā) erreichte die Chikankari-Stickerei besondere Perfektion. Die Wirkung beruht auf der Einfachheit des Musters, wobei die Anzahl der Motive begrenzt ist und die Arbeit anhand der Genauigkeit und Gleichmäßigkeit der Stickerei beurteilt wird.

## Methode des Chikankari
Für die Chikan-Muster werden mehrere dutzend verschiedene Stiche verwendet, darunter klassische Stickereisticke. Typisch ist beispielsweise Bakhiya, auch Schattenstich genannt, bei dem die Fäden auf der Rückseite die Fläche bedecken und so nur als Schatten auf der Vorderseite zu sehen sind. Chikankari-Tepchi ist ein langgezogener Stopfstich, der mit sechs Fäden auf der Vorderseite des Gewebes gearbeitet wird. Er ist häufig die Grundlage für weitere Stickereien. Murri ist ein Knotenstich. Mit seinen länglichen Knötchen werden häufig die Blütenmitten gestickt. Stickereien mit Murri-Stich gelten als älteste und begehrteste Form des Chikankari. Der Jali-Stich verwendet kleinste Knopflochstiche, damit der Stickfaden nicht auf der Rückseite des Gewebes erscheint.

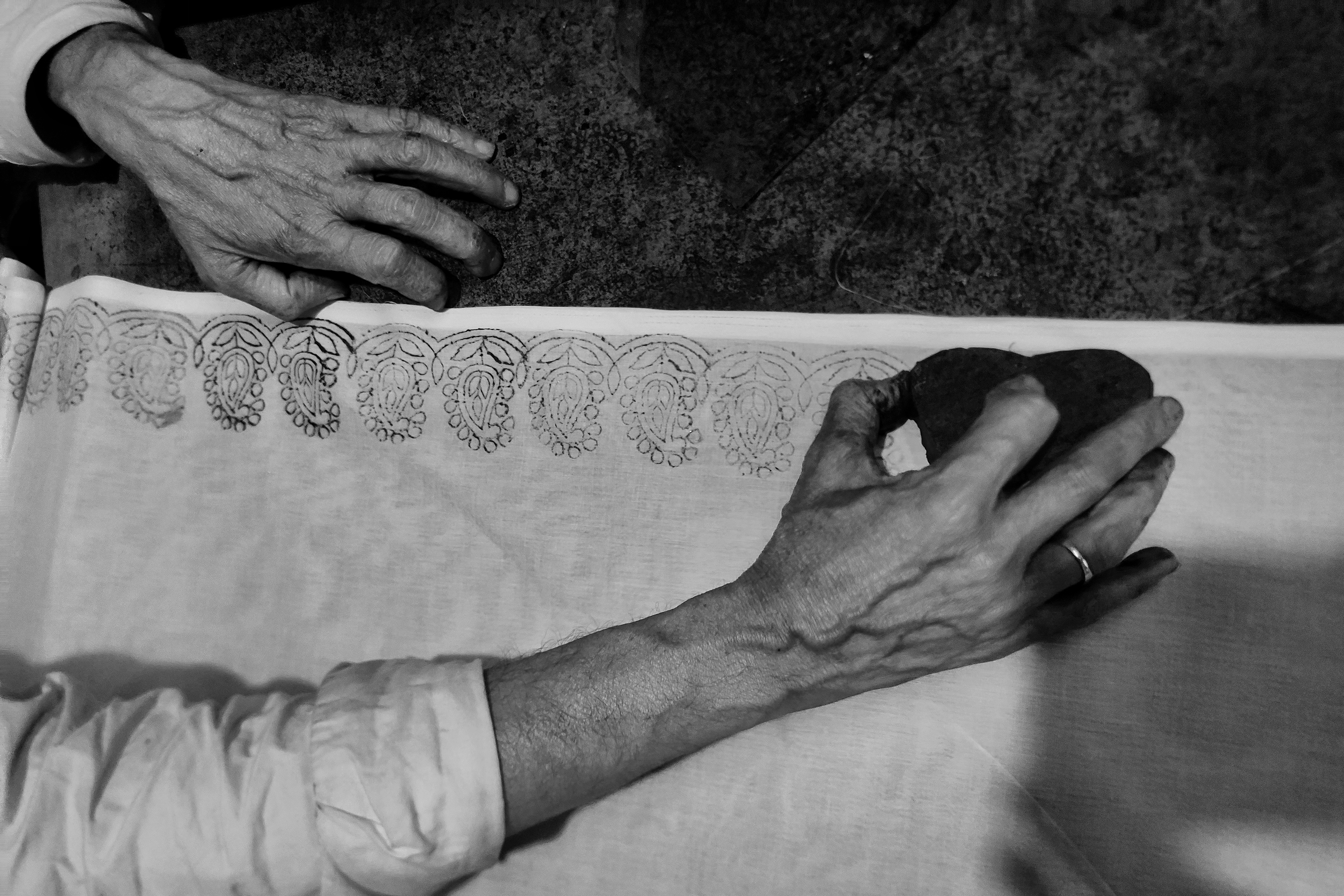
Vorbereitung der Stickerei: das Muster wird temporär auf das Gewebe gedruckt, 2024

Die indische Chikankari-Stickerei besteht im Wesentlichen aus einer Reihe von Prozessen, dem Schneiden, Nähen, Drucken, Sticken, Waschen und Veredeln. Nach dem Schneiden und Nähen wird das Gewebe  temporär mit in Farbe getauchten Holzblöcken gedruckt. Anschließend wird meist von Frauen gestickt. Der Abschluss der Chikankari-Stickerei ist das Waschen und Veredeln, das zehn bis zwölf Tage dauern kann und Bleichen, Säurebehandlung, Steifen und Bügeln umfasst. Dabei wird auch das gedruckte Motiv wieder herausgewaschen. Das am häufigsten verwendete Motiv der Chikankari-Stickerei aus Lucknow sind Schlingpflanzen. Zu den Blumenmotiven, die entweder im gesamten Kleidungsstück oder nur in Ecken verwendet werden, gehören unter anderen Jasmin, Rosen, Blütenstiele und Lotus.
Anfänglich wurde die Stickerei mit weißem Garn auf farblosem Musselin durchgeführt. Heute werden aber auch Georgette, Chiffon, Baumwolle und andere feine Stoffe verwendet. Einst hauptsächlich zum Verzieren von Kleidung verwendet, findet sich die Chikankari-Stickerei nun auch auf Kissenbezügen und Tischwäsche.
Ein Schritt, den Lucknow zur Förderung der 400 Jahre alten Kunst unternommen hat, ist das Erlangen einer geschützten Herkunftsbezeichnung (Geographical Indication, GI) für Chikankari. Das Instrument GI wurde durch das internationale Übereinkommen über handelsbezogene Aspekte der Rechte des geistigen Eigentums (TRIPS-Abkommen) geschaffen. GI wird Produkten zuerkannt, die einen bestimmten geografischen Ursprung haben. Lucknow erhielt im Dezember 2008 die GI für Chikankari. Die Regierung von Uttar Pradesh kann nun rechtliche Schritte gegen Hersteller einleiten, die Chikankari außerhalb von Lucknow herstellen. Chikankari ist nach „Surkha“ aus Allahabad das zweite regionalspezifische Produkt aus Uttar Pradesh, welches eine GI erhielt.
Die indische Textildesignerin und Pädagogin Aditi Ranjan, die über die Textil- und Handwerkstraditionen Nordostindiens forschte und veröffentlichte, beschäftigte sich in ihren Büchern auch mit Chikankari.